# Averton
Averton település Franciaországban, Mayenne megyében. Lakosainak száma 555 fő (2022. január 1.). Averton Crennes-sur-Fraubée, Courcité, Gesvres, Saint-Aubin-du-Désert, Villaines-la-Juhel és Saint-Paul-le-Gaultier községekkel határos.

## Népesség
A település népességének változása:
| Lakosok száma | 542  | 551  | 582  | 648  | 607  | 600  | 585  | 564  | 558  | 555  |
|               | 1968 | 1982 | 1990 | 2006 | 2013 | 2015 | 2017 | 2019 | 2020 | 2022 |